# Anders Svensson
Anders Gunnar Svensson (* 17. července 1976 v Göteborgu) je bývalý švédský fotbalový záložník naposledy působící v klubu IF Elfsborg. Svensson je jedním z nejzkušenějších švédských fotbalistů, kteří hrají v reprezentaci. V národním týmu debutoval v roce 1999 v zápase proti Jihoafrické republice. Ačkoli není moc vysoký, byl považován za tvůrce hry ve švédském týmu. Zúčastnil se už Mistrovství světa v roce 2002 i Mistrovství Evropy v roce 2004.
10. září 2013 odehrál své 144. utkání v dresu švédského národního týmu a překonal tak rekord Thomase Ravelliho (šlo o kvalifikační zápas na MS 2014 proti domácímu Kazachstánu, který Švédové vyhráli 1:0).

## Úspěchy

### Klubové
IF Elsborg
- vítěz švédského fotbalového poháru – 2001, 2014
- vítěz Allsvenskan – 2006
- švédský Superpohár – 2007
- Atlantic Cup –|2011

Southampton
- FA Cup finalista 2003